# Jean-Baptiste Kléber
Jean-Baptiste Kléber (Strasbourg, 1753. március 9. – Kairó, 1800. június 14.) francia tábornok a forradalmi és a napóleoni háborúk idején.

## Élete és pályafutása
Kléber Strasbourgban született, ahol az apja mint építész dolgozott. Párizsban kapott építészeti képzést, de két német nemest egy kocsmai verekedésben kisegített, ezzel támogatást szerzett a katonai iskolában Münchenben.
Az osztrák hadseregbe lépett be, de ebből kilépett 1783-ban, mert alacsony származása gátolta az előmenetelét.
Visszatérve Franciaországba megkapta kinevezését a középületek ellenőri posztjára Belfort-ban, ahol erődítést és hadtudományt tanult. 1792-ben beállt a felső-rajnai önkéntesekhez. Katonai tudása miatt segédtisztté választották és nem sokkal később alezredessé.

### A forradalmi háborúk idején
Mainz védelmében (1793. július) kitüntette magát, hogy bár fogságba esett a helyőrség többi tagjával együtt, amikor kiszabadult azonnal előléptették 1793 augusztusában dandártábornokká. Legyőzte a felkelőket Vendée-ban, két hónappal később hadosztályparancsnok lett. Ebben a hadműveletben aratott győzelmet a royalisták serege fölött Le Mans-ban és Savenay-ban. Amikor nyíltan kifejtette véleményét, hogy Vendée enyhébb intézkedéseket kívánna, a felettesei visszarendelték, de még egyszer 1794 áprilisában visszaküldték Sambre-et-Meuse hadseregéhez.
Kiváló képességei és bátorsága a Charleroi körüli harcokban tűnt ki, és különösen a Fleurusnál aratott győzelme (1794. június 26.) koronázta meg tetteit, és 1794-1795 telén Mainz ostroma. 1795-ben és 1796-ban a hadsereg ideiglenesen főparancsnoka lett, de visszavonták fővezéri kinevezését. 1795. október 13-án a Neuwied-hídnál ragyogó utóvédharcot vívott, és az 1796-os támadó hadjáratban ő volt Jourdan legaktívabb és legsikeresebb beosztottja.

### A napóleoni háborúk idején
Rajnához való visszavonulást követően ismét lemondatták a főparancsnokságról, visszavonult a hadseregtől a civil életbe 1798-ig. Elfogadta a megbízatást az egyiptomi hadjárat vezetésére Bonaparte parancsnoksága alatt, de az első összecsapásban megsebesült a fején Alexandriában, ami megakadályozta, hogy részt vegyen a hadjárat többi részében, de elismerésként kinevezték Alexandria kormányzójának. A szíriai hadjáratban 1799-ben azonban már ő vezette a támadást, elfoglalta El-Aríst, Gázát és Jaffát, és óriási győzelmet aratott a Tabor-hegynél 1799. április 15-16-án.
Amikor Napóleon visszatért Franciaországba 1799 vége felé, akkor Kléberre hagyta a francia erők parancsnokságát. Ebben a minőségében, látva, hogy nincs remény arra, hogy a serege visszatérjen Franciaországba, vagy megszilárdítsa hódításait, megállapodást kötött El-Arísban (1800. január 24.), Sidney Smithszel, ami lehetővé tette a francia hadsereg "méltósággal való" evakuálását. Amikor lord Keith admirális ratifikálta a szerződést, Kléber megtámadta a törököket Héliopolisznál. Annak ellenére, hogy csak 10 000 katonája volt 60 000 török ellen, Kléber erői teljesen legyőzték a törököket 1800. március 20-án. Ezután újra birtokba vette Kairót, amely fellázadt a francia uralom ellen.
Nem sokkal a győzelem után, egy szíriai diák, Soleyman El-Halaby, aki Egyiptomban élt, 1800. június 14-én merényletet követett el ellene, szíven szúrta késével. Ez ugyanazon a napon történt, amikor Kleber barátja és bajtársa, Desaix elesett Marengónál. A merénylő jobb karját elégették, és egy kairói köztéren karóba húzták és több órán át hagyták haldokolni. A merénylő koponyáját Franciaországba szállították, és francia orvostanhallgatóknak mutogatták, mint a merénylők jellegzetes fejét, hogy ez mutatja a hajlamot a bűnelkövetésre és a fanatizmusra.

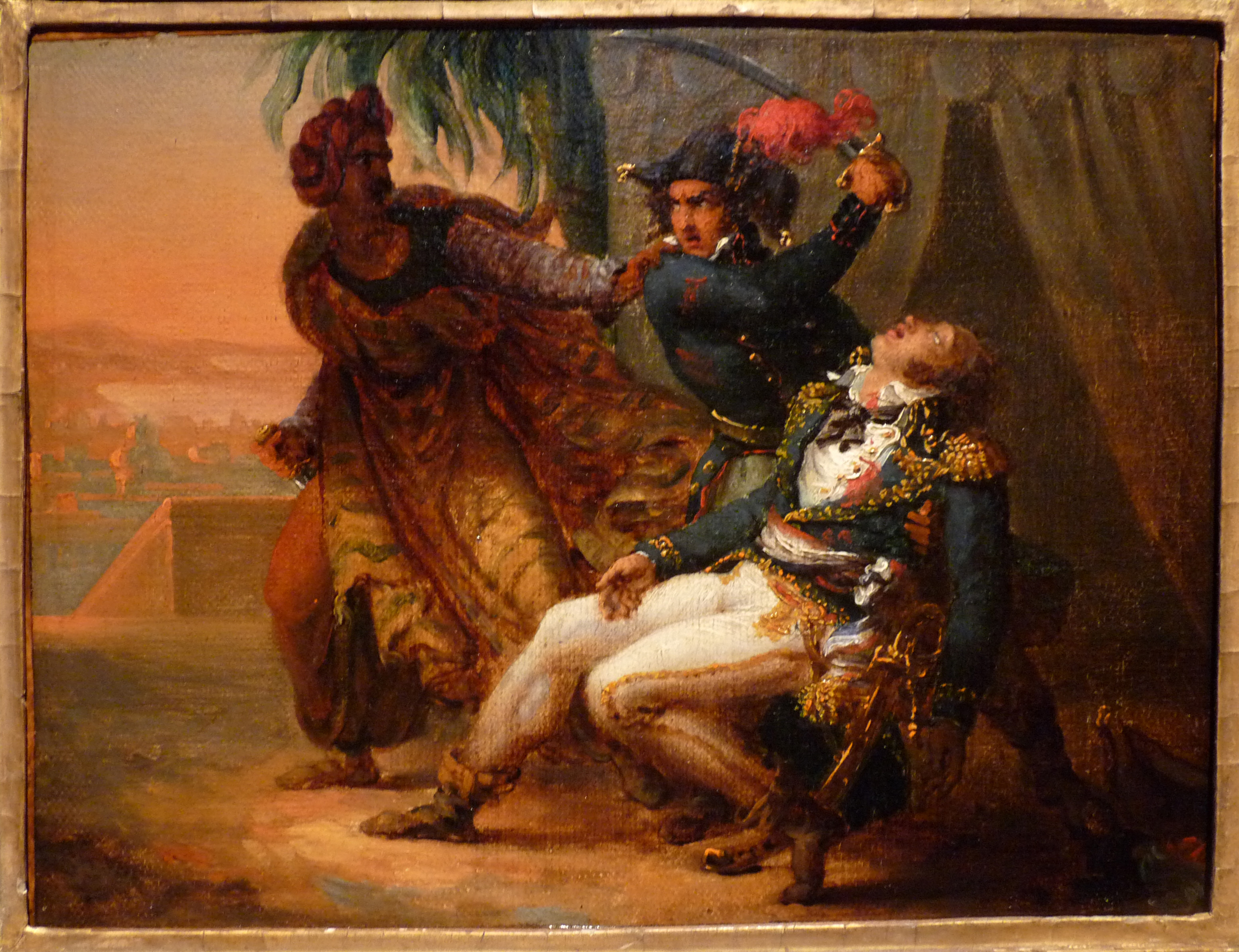
Kleber meggyilkolása

Kléber holttestét szülővárosában temették el, szívét a párizsi Invalidusok dómjában őrzik.

## Fordítás
- Ez a szócikk részben vagy egészben  a   Jean-Baptiste Kléber című angol Wikipédia-szócikk fordításán alapul.  Az eredeti cikk szerkesztőit annak laptörténete sorolja fel. Ez a jelzés csupán a megfogalmazás eredetét és a szerzői jogokat jelzi, nem szolgál a cikkben szereplő információk forrásmegjelöléseként.